# هنريكي (لاعب كرة قدم)
هنريكي (بالبرتغالية: Leonardo Henrique Peixoto dos Santos‏) (16 يوليو 1977 في البرازيل - ) هو لاعب كرة قدم برازيلي في مركز الدفاع. لعب مع أتلتيكو مينييرو وبنيارول وجمعية بورتوغيزا الرياضية ونادي غوياس ونادي فاسكو دا غاما ونادي فلومينينسي ونادي ليتكس لوفتش.

## وصلات خارجية
- هنريكي (لاعب كرة قدم) على موقع قاعدة بيانات كرة القدم.إي يو (الإنجليزية)